# Red Parlamenta
Red Parlamenta (més conegut com a "Red_Parlamenta") és un portal web d'informació parlamentària, una xarxa de cooperació entre els serveis documentals i bibliotecaris dels parlaments autonòmics de l'Estat espanyol.
L'octubre de 2009 un grup de professionals dels serveis de documentació parlamentària dels parlaments de Castella i Lleó, Catalunya i Euskadi va crear una plataforma de col·laboració, com a intranet d'accés restringit. Un any més tard, un cop incorporats a la plataforma bona part dels continguts, se celebra en el Parlament de Catalunya la primera reunió dels professionals de Red Parlamenta, en la que s'acorden aspectes relatius a l'organització i continguts, a més d'impulsar un conveni entre els parlaments per donar caràcter oficial a la iniciativa.
En la Conferència de Presidents de Parlaments Autonòmics celebrada a Pamplona en març de 2011 els 17 presidents de parlaments autonòmics de l'estat espanyoles van signar el conveni de col·laboració per a regular i impulsar la xarxa com a instrument per facilitar la consulta ràpida i el suport documental a l'estudi dels diferents assumptes que es tramiten en els parlaments autonòmics.
El novembre de 2014 Red_Parlamenta deixa de ser una web d'accés restringit i passa a ser una web pública. El 2012 va obtenir la Menció Especial del VII Premio Nacional a la Calidad e Innovación SEDIC de la Societat Espanyola de Documentació i Informació Científica.